# Chinolabus gansuanus
Chinolabus gansuanus es una especie de coleóptero de la familia Attelabidae.

## Distribución geográfica
Habita en la China.